# Incendio di Salonicco
Il grande incendio di Salonicco del 1917 (in greco Μεγάλη Πυρκαγιά της Θεσσαλονίκης, 1917?) distrusse un terzo della città di Salonicco, la seconda città più grande della Grecia, lasciando più di 70.000 senzatetto. L'incendio durò 32 ore e distrusse 9.500 case in un'estensione di 1 chilometro quadrato. Metà della popolazione ebraica emigrò dalla città perché i loro mezzi di sussistenza erano finiti. Invece di operare a una rapida ricostruzione, il governo incaricò l'architetto francese Ernest Hébrard di progettare un nuovo piano urbanistico per le aree bruciate e per la futura espansione della città. I suoi progetti sono ancora evidenti in città, in particolare in Piazza Aristotele, anche se alcuni dei suoi progetti più grandiosi non furono mai completati a causa della mancanza di fondi.

## La città prima dell'incendio

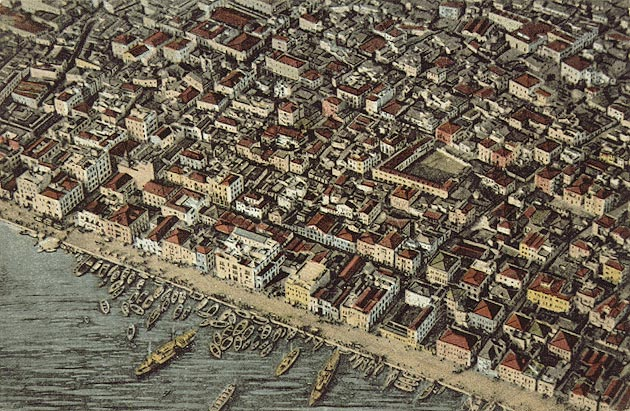
Salonicco alla fine del 1800.

Per gli standard europei, la pianificazione della città era caotica e le condizioni antigieniche che prevalevano nelle aree più povere erano descritte come "inaccettabili" dal governo di Atene. Il porto della città era uno dei centri commerciali più importanti della regione. Nel 1912 la città, insieme alla maggior parte della Macedonia e dell'Epiro, fu incorporata alla Grecia dopo quasi 500 anni di dominio ottomano. La popolazione della città fu sostanzialmente mantenuta: la maggior parte della popolazione era costituita da ebrei sefarditi, seguiti da greci, turchi, bulgari, rom e altri.

Non appena iniziò la prima guerra mondiale nel 1914, la Grecia mantenne ufficialmente la neutralità. Con l'autorizzazione del governo di Venizelos, le forze dell'Intesa avevano sbarcato truppe a Salonicco nel 1915, al fine di sostenere i loro alleati serbi nel fronte macedone. Nell'agosto 1916, gli ufficiali Venizelist lanciarono una rivolta che portò all'istituzione del Governo Provvisorio di Difesa Nazionale nella città, dividendo essenzialmente la Grecia in due stati sovrani, uno rappresentato da Eleftherios Venizelos e l'altro dal re Costantino. Dopo l'abdicazione del re Costantino nel giugno 1917, la Grecia fu nuovamente riunificata ed entrò ufficialmente in guerra con gli Alleati.

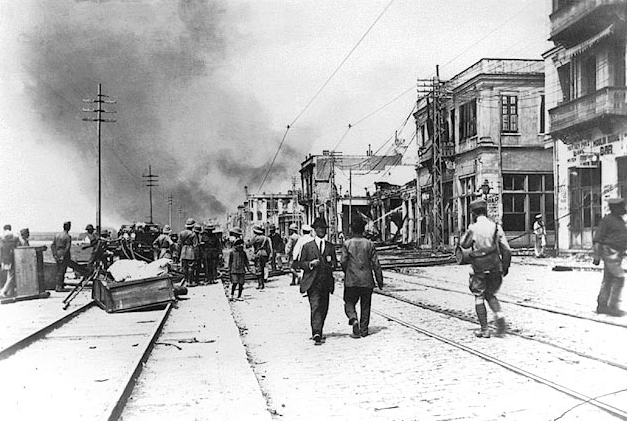
L'incendio visto dalla banchina nel 1917.

Salonicco divenne presto un centro di transito per truppe e rifornimenti alleati, e la città si riempì di migliaia di soldati francesi e britannici, fino a 100.000. La popolazione della città all'epoca è dubbia, con alcune fonti che affermano la cifra di circa 150.000 e altre 278.000. Il funzionario della marina francese Dufour de la Thuillerie scrive nel suo rapporto che: "ho visto Salonicco, una città di oltre 150.000 persone, bruciare".

## L'incendio

### Inizio dell'incendio

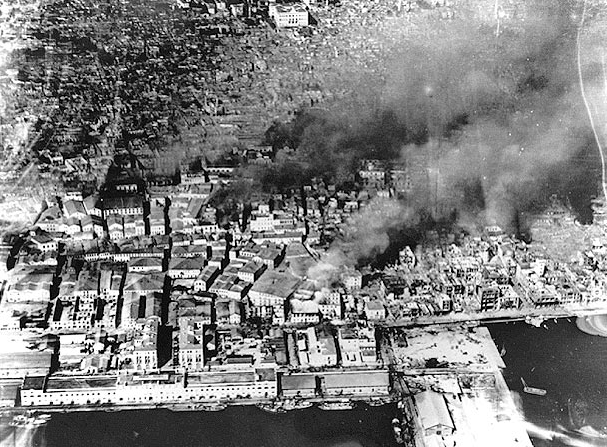
Foto aerea dell'incendio.

Secondo i risultati dell'indagine del tribunale di Salonicco, l'incendio iniziò sabato 5 (calendario giuliano) /18 (calendario gregoriano) agosto 1917 verso le 15:00, per caso in una casetta di profughi a Olympiados 3, nel quartiere Mevlane tra il centro e la Città Alta quando una scintilla del fuoco di una cucina cadde in un mucchio di paglia provocando l'accensione. Per mancanza d'acqua e per indifferenza, l'incendio iniziale non fu spento. Alla fine, un vento intenso portò l'incendio alle case vicine e continuò per tutto il centro di Salonicco.
Inizialmente l'incendio seguì due direzioni, verso la sede ministeriale tramite la strada di Agiou Dimitriou e verso il mercato tramite la strada per Leontos Sofou. Il Ministero fu salvato dai suoi dipendenti, che si affrettarono ad intervenire. Il vento si rafforzò e continuò a propagare il fuoco verso il centro della città. Nella prima mattinata del giorno successivo (6/19 agosto), il vento cambiò direzione e i due fronti di fuoco distrussero l'intero centro commerciale. Alle 12:00, il fuoco passò intorno al terreno della chiesa di Haghia Sophia senza bruciarla, e continuò verso est fino alla strada di Ethnikis Amynis (antico nome: Hamidie), dove si fermò. La sera di quel giorno il fuoco si spense completamente.

### Sforzi antincendio

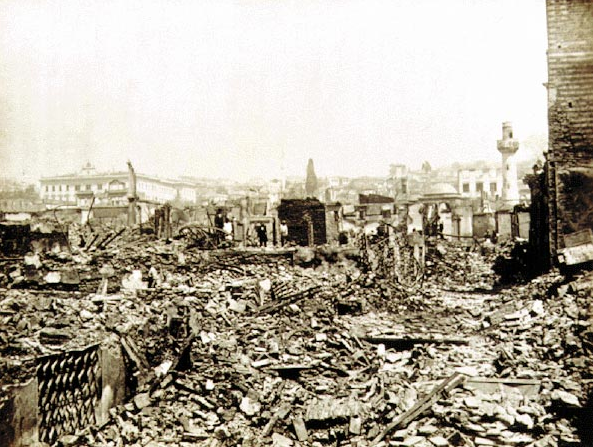
Distruzione causata dall'incendio, sullo sfondo il Ministero della Macedonia e della Tracia.

Non ci fu acqua a sufficienza per i vigili del fuoco perché (per servire i loro campi e ospedali nei sobborghi della città) le forze alleate controllavano le riserve idriche, che si erano ridotte a causa della siccità di quell'estate e dell'elevato consumo idrico della popolazione crescente. Più significativamente, il governo della città non aveva un corpo dei vigili del fuoco organizzato; alcune squadre antincendio erano di proprietà privata di compagnie assicurative che proteggevano solo i loro clienti. I vigili del fuoco poco equipaggiati e poco addestrati, erano dotati di attrezzatura vecchia o insufficiente. 
Nel pomeriggio del primo giorno dell'incendio, un distaccamento militare francese fece esplodere tre case vicino al Diikitirio per creare una zona cuscinetto o area di sicurezza. Tuttavia, il distaccamento francese non continuò il lavoro e finì per ritirarsi, lasciando che il fuoco continuasse nel suo corso distruttivo. La mattina successiva, due autopompe e squadre dei vigili del fuoco britanniche fermarono il fuoco vicino alla Torre Bianca. I soldati francesi salvarono la dogana.
Le forze alleate respinsero l'idea di interrompere l'approvvigionamento idrico dei loro campi e ospedali per utilizzarlo per la lotta antincendio.  Il generale Maurice Sarrail visitò la regione di Diikitiriou per alcune ore nel pomeriggio del primo giorno, ma non tornò. Diversi rapporti indicarono che i soldati francesi saccheggiarono negozi e attività commerciali e impedirono ai capifamiglia di salvare i loro beni. Il giorno successivo, il generale Sarrail ordinò l'esecuzione di due soldati francesi che erano stati arrestati per aver venduto gioielli rubati. I soldati britannici contribuirono alla lotta contro il fuoco molto a lungo, utilizzando camion militari per trasportare le vittime dell'incendio e i loro averi negli insediamenti dei rifugiati.

## Distruzione

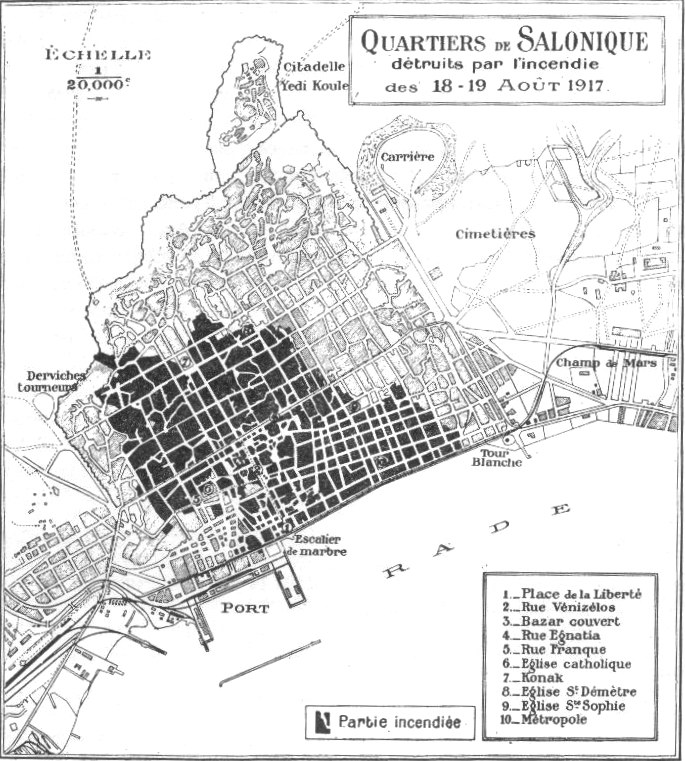
Una mappa che mostra la vasta area distrutta dall'incendio.

L'incendio distrusse il 32% di Salonicco, circa 1 chilometro quadrato. La regione bruciata era tra le strade di Aghiou Dimitriou, Leontos Sofou, Nikis, Ethnikis Amynis, Alexandrou Svolou ed Egnatia (da Aghia Sofia). Questa regione è segnalata nei documenti ufficiali come "zona bruciata" (in greco πυρίκαυστος ζώνη?, pirikafstos zoni ) e nelle narrazioni popolari semplicemente come "i bruciati" (in greco τα καμμένα?, ta kammena ). L'entità del danno materiale all'interno di Salonicco è stata calcolata in un valore di 8.000.000 di sterline d'oro.
Tra gli edifici andati a fuoco vi furono l'ufficio postale, l'ufficio del telegrafo, il municipio, la sede della società che forniva l'acqua, e la sede della società del gas, la Banca Ottomana, la Banca Nazionale di Grecia, i depositi della banca di Atene, parti del San Demetrio, altre due chiese ortodosse, la Moschea Saatli, altre 11 moschee, la sede del rabbino capo con tutto il suo archivio, 16 delle 33 sinagoghe e le tipografie della maggior parte dei giornali. Salonicco aveva il maggior numero di giornali pubblicati in Grecia, ma dopo l'incendio la maggior parte non riuscì a ricostruire le proprie strutture ed a riprendere le pubblicazioni. 4.096 dei 7.695 negozi all'interno della città furono distrutti, molti dei quali erano proprietà di ebrei, e il 70% della forza lavoro rimase disoccupato.

### Cura delle vittime dell'incendio
Le persone colpite dall'incendio furono 73.447. Il Rapporto Pallis identificò i senzatetto dalle tre comunità religiose di Salonicco: 52.000 ebrei, 10.000 ortodossi e 11.000 musulmani.

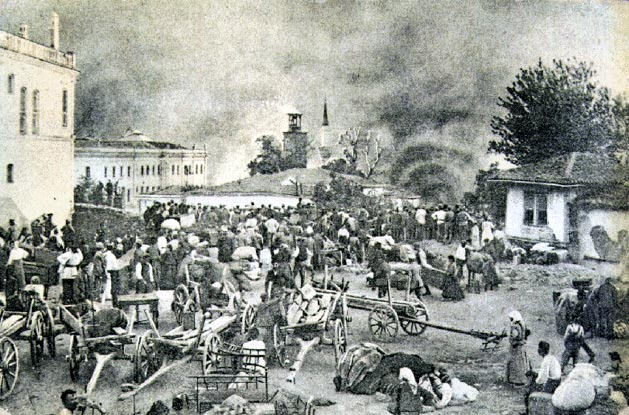
Rifugiati dopo l'incendio.

L'assistenza alle vittime dell'incendio iniziò immediatamente: le autorità greche costruirono 100 case per ospitare 800 famiglie. Le autorità britanniche stabilirono tre insediamenti con 1.300 tende, dove ospitarono 7.000 senzatetto. Le autorità francesi crearono un insediamento per 300 famiglie e l'Unione delle donne francesi, finanziò un campo più piccolo per 100 famiglie. Insieme trasportarono gratuitamente 5.000 persone in treno e trasferirono i rifugiati ad Atene, Volos e Larissa. Le autorità greche istituirono punti di distribuzione per la fornitura di pane gratuito a 30.000 persone. La Croce Rossa americana, francese e britannica distribuì cibo ai senzatetto. Quasi la metà degli ebrei della città, avendo perso sia la casa che i negozi, emigrò presto in altri paesi occidentali, principalmente Francia e Stati Uniti, mentre alcuni emigrarono in Palestina.
Pericle A. Argyropoulos, il principale rappresentante del governo, fondò l'Amministrazione per le vittime dell'incendio per la cura di migliaia di vittime; il governo approvò inoltre un credito di 1.500.000 dracme per i beni di prima necessità. Contemporaneamente fu organizzato il Comitato centrale per le donazioni, con una linea di sottocomitati per la raccolta delle donazioni e la distribuzione di denaro e beni.

### Compensazione
Dopo la distruzione della città, le compagnie di assicurazione inviarono i loro agenti per rilevare i danni. Si disse che tedeschi o francesi avessero causato l'incendio con dolo, ma tali accuse furono smentite. L'importo totale dei contratti assicurativi era di circa 3.000.000 di sterline d'oro. La maggior parte delle compagnie assicurative della regione erano britanniche. La compagnia di assicurazioni, North British and Mercantile Insurance, dovette risarcire 3.000 contratti assicurativi. La Corte ritenne che l'incendio fosse stato causato da cause accidentali. Sotto la pressione delle autorità greche e straniere insieme alla Corte, tutte le polizze assicurative furono completamente pagate.

## Ricostruzione

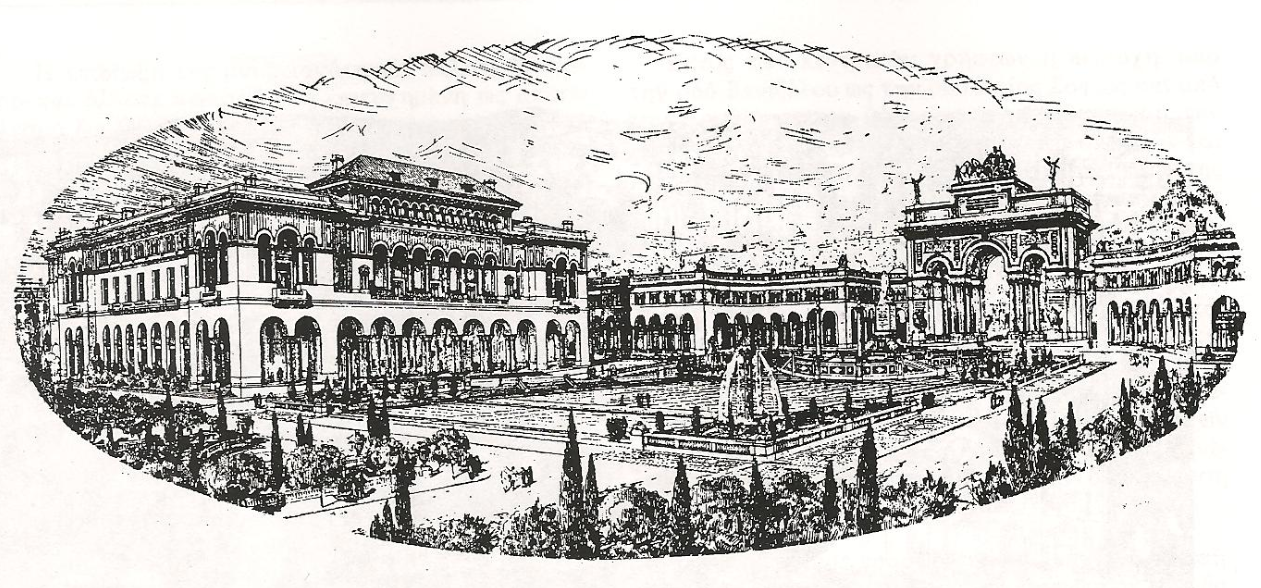
La proposta di Hebrard per una Place Civique, 1918

Solo pochi giorni dopo l'incendio, il governo di Venizelos annunciò che non avrebbe permesso la ricostruzione della città così com'era. Si intendeva invece creare una nuova città, secondo un piano urbanistico. Il ministro dei Trasporti Alexandros Papanastasiou guidò il piano e fondò il "Comitato internazionale per il nuovo piano di Salonicco". nominò presidente l'architetto e archeologo francese Ernest Hébrard, che supervisionò lo sviluppo del piano. Consegnato all'Amministrazione Generale della Macedonia il 29 giugno 1918, il piano era quello di riqualificare la città lungo le linee europee. Esso subì molti cambiamenti, ma stabilì migliori vie di trasporto, piazze e altri servizi per supportare una vasta popolazione.